# Moritz Ertl
Mori(t)z Ertl (* 14. Jänner 1859 in Wien; † 1. Juli 1934 ebenda, 1912 bis 1919 Ritter von Ertl) war ein Verwaltungsbeamter und österreichischer Ackerbauminister.

## Leben
Ertl war der Sohn eines Seidenfabrikanten, sein Bruder war der Schriftsteller Emil Ertl. Er besuchte Gymnasien in Wien und Meran, wohin die Familie nach der Wiederverheiratung der verwitweten Mutter übersiedelte. Nach der Matura studierte Ertl 1878 Rechtswissenschaften an der Universität Wien und in Berlin, 1883 promovierte er zum Dr. jur. 1882/83 diente er als Einjährig-Freiwilliger und wurde Oberleutnant der Reserve. 1884 trat er bei der Statistischen Zentralkommission in Wien in den Staatsdienst. 1886/87 war er bei der niederösterreichischen Statthalterei beschäftigt und wechselte 1890 ins Ackerbauministerium. Dort wurde er 1906 Ministerialrat, 1911 Sektionschef und 1917 Geheimer Rat.
Von 23. Juni bis 30. August 1917 amtierte Ertl als interimistischer Ackerbauminister in der Regierung Seidler und gehörte auch der Kommission für Kriegs- und Übergangswirtschaft an. Nach seiner Pensionierung 1918 war er in der Gesellschaft zur Förderung des Verbrauchs von Milch und heimischen Molkereiprodukten und ab 1925 als Verwaltungsrat der Artmann & Comp. AG und als Vizepräsident des Österreichischen Handels- und Approvisionierungsvereins aktiv.
Ertl war beeinflusst durch Karl von Vogelsang und ein Experte für Agrargenossenschaften. Er war beteiligt am Gesetz über landwirtschaftliche Berufsgenossenschaften und beim Gesetz zur Schaffung eines Viehverwertungsfonds, ebenso an der Errichtung der österreichischen Vieh- und Fleischverwertungsgesellschaft. 1906 erhielt er das Komturkreuz des Franz-Joseph-Ordens und 1916 das des Leopold-Ordens, 1912 wurde er zum Ritter nobilitiert.

## Schriften (Auswahl)
- mit Stefan Licht: Das landwirtschaftliche Genossenschaftswesen in Deutschland. In seinen gesamten Einrichtungen und Organisationsformen auf Grundlage persönlicher Wahrnehmungen systematisch dargestellt und als Handbuch für die genossenschaftliche Praxis bestimmt. Manz, Wien 1899.
- mit Leopold Freiherr von Hennet: Die landwirtschaftlichen Berufsgenossenschaften (Syndicates agricoles) in Frankreich. Brüder Zeininger, Wien 1910.
- Das sozialdemokratische Agrarprogramm und der russische Bolschewismus. Verlag Dr. Tyrolia, Wien um 1910.